# باگایا
باگایا (به لاتین: Bagaya) یک منطقهٔ مسکونی در سنگال است که در Bignona Department واقع شده‌است. باگایا ۱٬۰۲۰ نفر جمعیت دارد.